# Związek gmin Kenzingen-Herbolzheim
Związek gmin Kenzingen-Herbolzheim – związek gmin w Niemczech, w kraju związkowym Badenia-Wirtembergia, w rejencji Fryburg, w regionie Südlicher Oberrhein, w powiecie Emmendingen. Siedziba związku znajduje się w mieście Kenzingen, przewodniczącym jego Matthias Guderjan.
Związek zrzesza dwa miasta i dwie gminy wiejskie:
- Herbolzheim, miasto, 9947 mieszkańców, 35,93 km²
- Kenzingen, miasto, 9232 mieszkańców, 36,93 km²
- Rheinhausen, 3443 mieszkańców, 21,99 km²
- Weisweil, 2126 mieszkańców, 19,09 km²